# Siegfried Böhmke
Siegfried Böhmke ist ein deutscher Puppenspieler. 

## Leben und Wirken
Er spielte im Alter von zwölf im Münchner Marionettentheater. Zudem lernte er in jungen Jahren Schnitzen und szenisches Sprechen im Privatunterricht, Malen und Zeichnen an der Volkshochschule. Bei Jim Henson in London absolvierte er eine Ausbildung, die er benötigte, um zwei Charaktere in der deutschen Version der  Fernsehsendung Die Fraggles zu spielen. 
Bei der Fernsehproduktion Bim Bam Bino spielte er die Klappmaulpuppe Bino und bei den Fraggles die Figuren Uncle Matt und Gobo. Seinen größten Erfolg im deutschen Fernsehen erzielte er mit der Figur des Binos in der Kindersendung „Bim Bam Bino“, die über zehn Jahre im Privatfernsehen ausgestrahlt wurde. Er entwickelte die Klappmaulpuppe Gustav Sommer, die im ZDF-Ferienprogramm auftrat.
Seit 2000 ist er Intendant am Münchner Marionettentheater. Dort erweiterte er das Angebot an Stücken im Vergleich zu seinen Vorgängern deutlich und bezog neben Marionetten auch Mischwesen ein.
Böhmke leitete ab 2002 den neu eingerichteten Studiengang Figurentheater an der Münchner Theaterakademie, der aber bereits ein Jahr später aus finanziellen Gründen wieder eingestellt wurde.
Von der Landeshauptstadt München wurde Böhmke für seine großen Verdienste um die Theaterkultur in München mit der Medaille München leuchtet in Silber ausgezeichnet.